# Calliaspis testaceicornis
Calliaspis testaceicornis es un insecto coleóptero de la familia Chrysomelidae.
Fue descrita científicamente por primera vez en 1904 por Weise.